# Phorbas nexus
Phorbas nexus är en svampdjursart som först beskrevs av Koltun 1964.  Phorbas nexus ingår i släktet Phorbas och familjen Hymedesmiidae. Inga underarter finns listade i Catalogue of Life.